# Burnside Ridges
Die Burnside Ridges bestehen aus drei in etwa parallel verlaufenden Gebirgskämmen mit nordost-südwestlicher Ausrichtung an der Oates-Küste im Norden des ostantarktischen Viktorialands. Als nördliches Ende des Lasarew-Gebirges reichen sie mit ihren nordöstlichen Ausläufern bis zum Matussewitsch-Gletscher.
Erste Luftaufnahmen entstanden bei der US-amerikanischen Operation Highjump (1946–1947). Der australische Polarforscher Phillip Law skizzierte und fotografierte die Formation am 20. Februar 1959 von Bord des Forschungsschiffs Magga Dan bei einer Fahrt im Rahmen der Australian National Antarctic Research Expeditions (ANARE). Das Antarctic Names Committee of Australia (ANCA) benannte die Gebirgskämme nach Lieutenant Commander Ian Malcolm Burnside (1925–2006) von der Royal Australian Navy, Hydrograph auf der Magga Dan bei dieser Reise.